# Egidijus Šileikis
Egidijus Šileikis (* 8. Mai 1967 in Salakas, Rajongemeinde Zarasai) ist ein litauischer Jurist, Verfassungsrechtler, Professor an der Universität Vilnius, Verwaltungsrichter, ehemaliger Richter des litauischen Verfassungsgerichts.

## Ausbildung
Nach dem Abitur 1984 an der Mittelschule Pandėlys  in der Rajongemeinde  Rokiškis absolvierte Egidijus Šileikis 1989 das Diplomstudium der Rechtswissenschaft an der Juristischen Fakultät der Universität Vilnius, 1991 das Aufbaustudium für ausländische Juristen (LL.M.) an der Universität Frankfurt (Leiter der Magisterarbeit Rudolf Steinberg). 1994 promovierte er bei Erhard Denninger zum Thema "Freiheitliche demokratische Ordnung: Begriff im deutschen Grundgesetz und Grundsätze des Rechts- und Demokratiestaats in der litauischen Verfassung" (Laisvoji demokratinė santvarka: terminas VFR Pagrindiniame Įstatyme ir demokratinės teisinės valstybės principai Lietuvos Respublikos Konstitucijoje).
Von 1997 bis 1998 hatte er Auslandsforschungsaufenthalte mit dem Stipendium der Humboldt-Stiftung in Frankfurt am Main und 2004 drei Monate an der Humboldt-Universität in Berlin bei Ingolf Pernice. Dort  bereitete er Übungs- und Lehrmaterien für Lehrveranstaltungen des litauischen Verfassungsrechts vor.
2005 habilitierte Egidijus Šileikis zum Thema "Praktische und theoretische Fragen der verfassungsrechtlichen Konstruktionsgrundlagen der litauischen Staatlichkeit" (Lietuvos valstybingumo konstitucinės konstrukcijos pagrindų teoriniai ir praktiniai klausimai).

## Juristische Tätigkeit
In den Jahren 1995–1997 und 1998–2000 war Egidijus Šileikis juristischer Berater und Jurist der heutigen Seimas-Kanzlei (in der damaligen Juristischen Abteilung des Parlaments).
2002–2005 war Egidijus Šileikis als juristischer Berater in der Regierungskanzlei Litauens tätig. Von 2008 bis 2017 war er Richter des Litauischen Verfassungsgerichts. Seit Dezember 2022 ist er Richter bei LVAT.

## Forschung und Lehre
Egidijus Šileikis war als Assistent, Oberassistent und Dozent tätig. Gegenwärtig ist er Professor (seit 2005) am Lehrstuhl für Verfassungsrecht der Rechtsfakultät in Vilnius. Zu seinen Lehrveranstaltungen gehören Litauisches Verfassungsrecht und Kommunalrecht. Seine Forschungsgebiete sind Verfassungsjustiz, Parlamentsrecht und Status der politischen Parteien.

## Familie
Sein Bruder war Gintaras Šileikis († 2007).
Sein Vater war Lehrer Kazimieras Šileikis († 1995).
Seine Mutter  Vilhelmina Šileikienė, ehemalige Lehrerin, ist Rentnerin und wohnt in Ignalina.
Egidijus Šileikis ist ledig.

## Arbeiten
- Egidijus Sileikis: Verfassungsrechtliche und einfachgesetzliche Ausgestaltung des Minderheitenschutzes in Litauen. Minderheitenschutz in Mittel- und Osteuropa. S. 101. Herausgegeben von Gerrit Manssen und Bogustaw Banaszak.
- Egidijus Šileikis: Das Anklageverfahren gegen den Staatspräsidenten Litauens Rolandas Paksas. In: WGO. Monatshefte für Osteuropäisches Recht. Bd. 46 (2004), 4, S. [266]–278.
- Egidijus Šileikis. Das kommunale Selbstverwaltungsrecht: aktuelle Fragen der Auslegung und der Verwirklichung. Teisė. Mokslo darbai. 2002, 42.
- Volkswahl des Bürgermeisters: Möglichkeit und Grenzen der einfachgesetzlichen Verankerung
- Egidijus Sileikis: Die Religionsfreiheit aus der Sicht des Gesetzgebers und des Verfassungsgerichts der Republik Litauen. Religionsfreiheit in Mittel- und Osteuropa zwischen Tradition und Europäisierung. Reihe: Regensburger Beiträge zum Staats- und Verwaltungsrecht Band 4. Frankfurt am Main/Berlin/Bern/Bruxelles/New York/Oxford/Wien, 2006. 218 S. ISBN 3-631-55276-9.
- Egidijus Sileikis: Zurückhaltung und Aktivismus des Verfassungsgerichts in Litauen. In: Jahrbuch des öffentlichen Rechts der Gegenwart. 54 (2006), S. 583–605. 06–3407, bv001281073.
- Egidijus Sileikis: Die Unternehmerische Freiheit in der Verfassungsrechtsprechung Litauens. Regensburg: Jean-Monnet-Lehrstuhl für Europarecht, 2004. 194 S. (Entwicklungen im Europäischen Recht, Bd. 20).
- Beratungsfähigkeit des Sejm und die doppelte Staatsangehörigkeit eines Abgeordneten Teise. Mokslo darbai. Nr. 47, str. 13.
- Egidijus Šileikis: Zehn Jahren der Verfassungsgerichtsbarkeit in Litauen.
- Egidijus Šileikis: Alternatyvi konstitucinė teisė (1 leidimas). 2003. ISBN 9955-557-17-6.
- Egidijus Šileikis: Alternatyvi konstitucinė teisė (2 leidimas). 2005, 608 psl. ISBN 9955-557-72-9.
- Egidijus Šileikis: Konstitucinės teisės studijos. Klausimai, kazusai, užduotys. TIC, 2003. 472 psl. ISBN 9955-557-37-0.
- Egidijus Sileikis: Fragen, Fälle und Übungen des Verfassungsrechts (litauisch). Teisines Informacijos Centras, Vilnius 2004, 470 S.
- Egidijus Šileikis: Konstitucinės atsakomybės buvimo („pripažinimo“) ir sampratos klausimas. Justitia 2006 m. Nr. 2.
- Egidijus Šileikis: Aukščiausiasis Teismas prieš Konstitucinį Teismą? Galvosūkis dėl juridinio fakto. Justitia 2006 m. Nr. 1.

## Vorträge
- Die „sensiblen“ Entscheidungen des litauischen Verfassungsgerichtes, Sommerschule für Recht